# Puławybruggenhoofd
Het Puławy-bruggenhoofd was een Sovjet-bruggenhoofd op de linkeroever van de Weichsel bij de plaats Puławy in Polen, dat eind juli/begin augustus 1944 werd veroverd door troepen van het 1e Wit-Russische front van Maarschalk Rokossovski in de laatste fase van het Lublin-Brest Offensief 1944.
In januari 1945 was het een van de uitvalsbases voor het Weichsel-Oderoffensief van het Rode Leger.

## Vorming van het bruggenhoofd

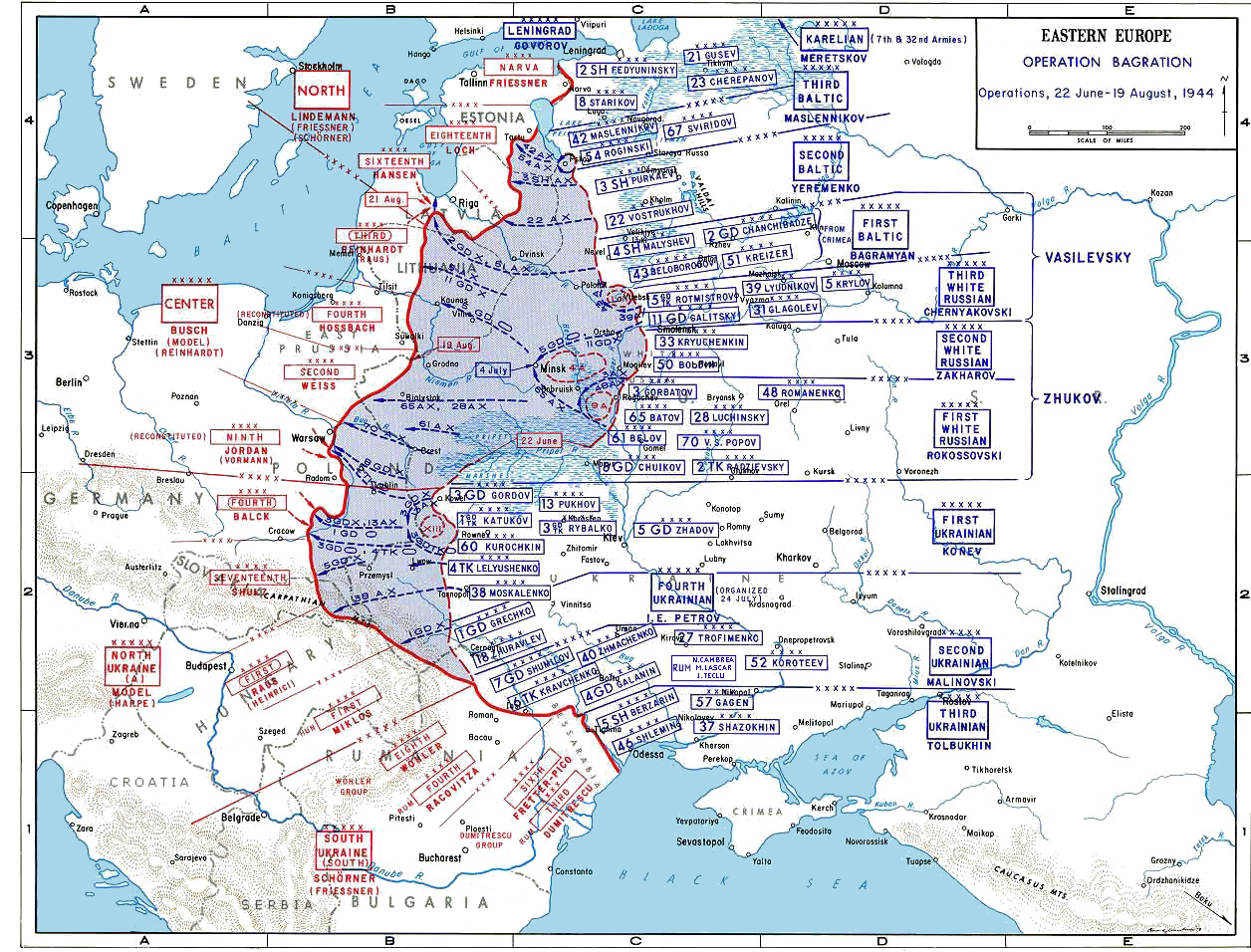
Het Sovjet-zomeroffensief van 1944

De voorste eenheden van het 69e Leger (Luitenant-Generaal Vladimir Y. Kolpakchi) bereikten de Weichsel op 28 juli 1944. De volgende dag werd de Weichsel op zes punten overgestoken en daarbij drie klein bruggenhoofden gevormd op een front van 25 km breed. Elk van deze kleine bruggenhoofden was 3-4 km breed en 1-2 km diep. De vorming werd vergemakkelijkt door de aanval van het 8e Sovjet Gardeleger in het noordelijker gelegen Magnuszew-bruggenhoofd, die een belangrijk deel van de Duitse aandacht en versterkingen trok. Wel voerden de Duitser heftige luchtaanvallen uit, waarbij o.a. de commandant van de 134e Sovjet Fusilierdivisie (Generaal Martsinkevich) omkwam.
Op 28 juli namen eenheden van het 1e Poolse Leger posities in op de oostelijke oever van de Weichsel en kregen van Maarschalk Rokossovski bevel de rivier over te steken. In de nacht van 1 augustus stak een compagnie van de 2e Poolse Divisie de Weichsel over en een ander bereikte een van de eilanden in het midden van de rivier. Alle eenheden die de Weichsel probeerden over te steken leden zware verliezen. In de middag van diezelfde dag probeerden zowel de 1e als 2e Poolse Divisie de rivier over te steken. Hierbij werd het 2e Regiment van de 1e Poolse Divisie bijna compleet vernietigd. Op 2 augustus probeerde het Poolse leger niets, aangezien alle negen pogingen de rivier over te steken onsuccesvol waren geweest. Een verdere poging op 3 augustus van de 2e Poolse Divisie werd door Duitse artillerie gestopt.

## Gevechten om het bruggenhoofd
Op 2 augustus lanceerde het 69e Leger, in samenwerking met het 11e Tankkorps en Poolse eenheden, aanvallen op de Duitse verdediging (17e en  214e Infanteriedivisies) op de linkeroever. Het brak door en was tegen de avond zo’n 3-6 km opgerukt en had daarbij het linker- en centrale bruggenhoofd verenigd, waardoor dit bruggenhoofd nu 24 km breed en 8 km diep was.
Van 5 tot 14 augustus lanceerden de Duitsers, onder leiding van het 46e Pantserkorps en met ondersteuning van de 19e Pantserdivisie, een serie tegenaanvallen om het bruggenhoofd van het 69e Leger te elimineren, maar dit lukte niet. Intussen werden meerdere bruggen over de Weichsel gelegd en meer troepen van het 69e Leger over de rivier gezet. Tegen 27/28 augustus was bruggenhoofd verenigd tot één en was toen zo’n 30 km breed en 10 km diep.
Gedurende de gevechten rond het bruggenhoofd in augustus, verloren de Duitsers volgens Sovjetopgaven meer dan 15.000 man doden en gewonden en daarnaast 50 tanks en gemechaniseerde kanonnen.

## De uitbraak in 1945

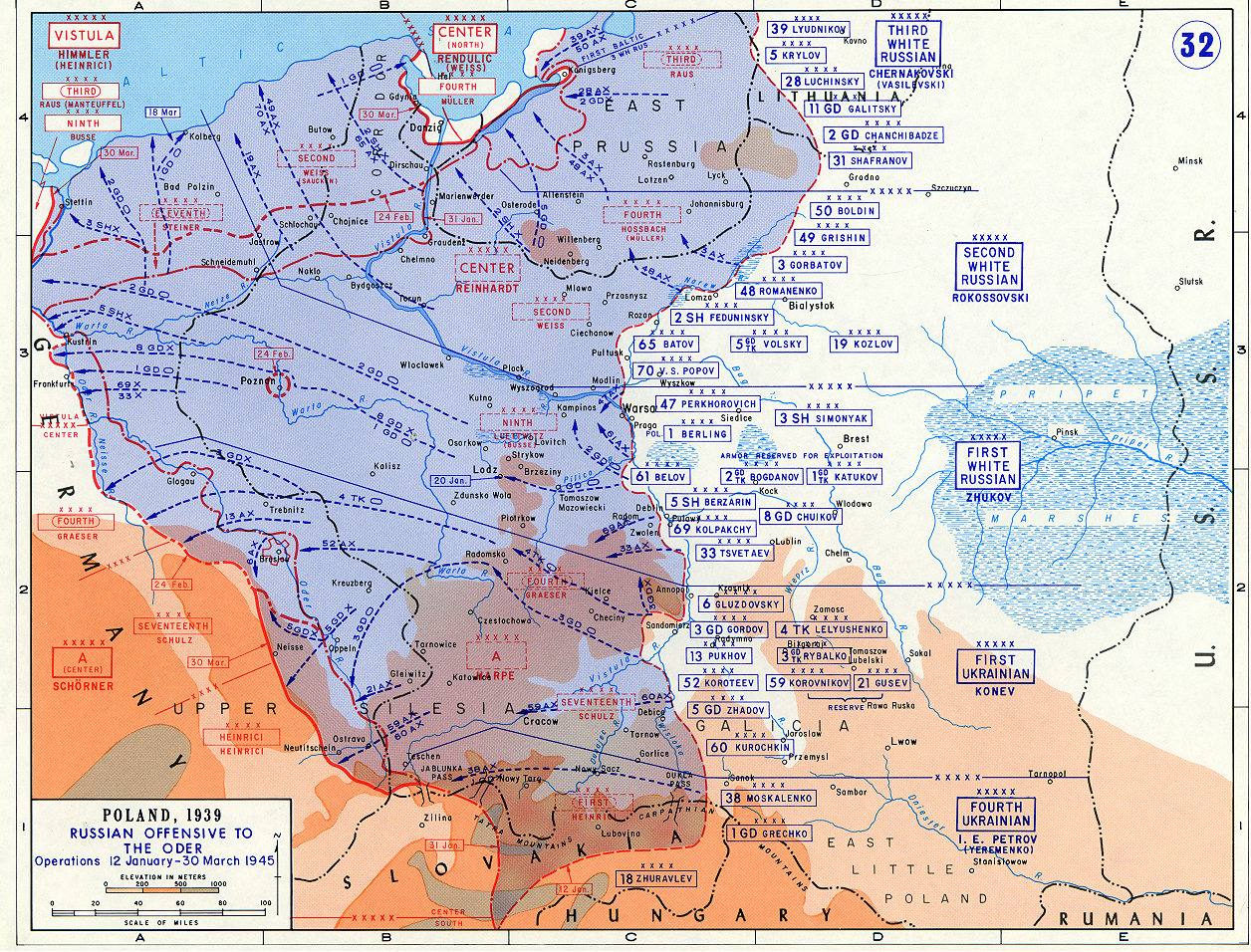
Het Weichsel-Oderoffensief in januari 1945

Eind 1944 werd het bruggenhoofd door de Sovjets georganiseerd als een aanvalspositie voor een offensief. Begin januari 1945 werden ook het 33e Leger (Kolonel-Generaal Vyacheslav D. Tsvetaev), een extra Tankkorps en een Cavaleriekorps in het bruggenhoofd gebracht. De voorbereiding liepen hier voor het Weichsel-Oderoffensief. 
Op 14 januari 1945 waren de volgende Duitse en Sovjeteenheden ingezet in/rond het bruggenhoofd.

### Duitse slagorde
- Heeresgruppe A (deels) (Generaloberst Josef Harpe)
  - 9e Leger (deels) (General der Panzertruppen Smilo Freiherr von Lüttwitz)
    - 56e Pantserkorps (General der Infanterie Johannes Block)
      - 17e Infanteriedivisie (Generalmajor Max Sachsenheimer)
      - 214e Infanteriedivisie (Generalleutnant von Kirchbach)

### Sovjetslagorde
- 1e Wit-Russische front (deels) (Maarschalk van de Sovjet-Unie Georgi Zjoekov)
  - 33e Leger (Kolonel-Generaal Vyacheslav D. Tsvetaev)
  - 69e Leger (Luitenant-Generaal Vladimir Y. Kolpakchi)
    - 11e Tankkorps (Generaal-majoor Ivan I. Yushchuk)

  - Gemechaniseerde Cavalerie Groep Konstantinov (Luitenant-Generaal Mikhail P. Konstantinov)
    - 7e Garde Cavalerie Korps (Luitenant-Generaal Mikhail P. Konstantinov)
    - 9e Tankkorps (Luitenant-Generaal Ivan F. Kirichenko)

Een totale voorraad van 1.3 miljoen artillerie- en mortiergranaten was in het bruggenhoofd aangelegd door de Sovjets. 

### De uitbraak op 14 januari
Na een zware artilleriebarrage rukten de Sovjettroepen op. Het front van beide Duitse infanteriedivisies werd snel doorbroken en die ochtend werd Ciepielów, 14 km ten westen van de frontlinie, al ingenomen. Een tegenaanval van de 214e Infanteriedivisie onder persoonlijk leiderschap van de divisiecommandant bleef echter steken. Een Kampfgruppe van de Duitse 10e Pantsergrenadierdivisie arriveerde rond 10 uur en slaagde de beheersende hoogte bij Ciepielów weer in te nemen, maar daarna werd deze Kampfgruppe steeds meer in de verdediging gedrongen en in groepen gesplitst. Alles wat deze daarna kon doen was een vechtende terugtocht richting Radom uitvoeren. Volgens Duitse berichten werden tijdens deze gevechten rond 100 Sovjettanks vernietigd. Om 13 uur zette het 69e Leger het 11e Tankkorps in, dat aanviel op de naad tussen beide Duitse infanteriedivisies en vrij snel het wegenkruispunt Zwoleń veroverde. Tegen de avond bereikten de voorste elementen van het 11e Tankkorps de stad Radom. Vele eenheden van de 17e Infanteriedivisie lagen nog aan de Weichsel en kwamen niet meer weg. De resten van de 214e Infanteriedivisie konden nog naar het zuidwesten wegkomen, maar werden uiteindelijk omsingeld en vernietigd rond Starachowice. Het 56e Pantserkorps had opgehouden te bestaan. De weg naar het westen lag open voor de Sovjettroepen, die nu snel op weg gingen richting de Oder, die al op 31 januari 1945 bereikt werd.